# حركة المناضلين المسلمين
حركة المناضلين المسلمين (بالفارسية: جنبش مسلمانان مبارز)؛ حزب سياسي اشتراكي إسلامي إيراني بقيادة حبيب الله بيمان. تأسس في عام 1977، وهو أحد المجموعات الثورية الإيرانية، ويُصنف من بين الأحزاب التي تتبع خط الإمام، وهو مصطلح إيراني يشير إلى السياسة الحزبية الخاصة بروح الله خميني.